# キツネノヤリタケ
キツネノヤリタケ (狐の槍茸) とは、トウヒキンカクキン科に属するキノコの一種である。
別名でキツネノヤリと呼ばれる。

## 概要
頭部は円筒形から紡錘形あるいは長卵形、先端はしばしば尖る。表面には数本のほぼ縦に走る隆起があり、隆起はときに吻合し、頭部の全表面に子実層が形成される。3-4月に発生、4-5月にクワの雌株下、落果の菌核化したものから発生する。
マグワの雌株下に発生することが多い。高さは2.5-8cmほど。

## 食用
毒はないため食べられないことはないが、非常に小さいので価値が低いとされている。

## 絶滅危機
クワの病原菌により、クワは減少傾向にあり、キツネノヤリタケは絶滅危機にあるとされる。

## 分布
日本(本州)、中国に広く分布している。